# Pedi Bles
Pedi Bles (en llatí Pedius Blaesus) va ser un senador romà que va viure al segle i.
Va ser expulsat del senat l'any 60 a petició de la població de Cirene que el va acusar de robar el temple d'Esculapi, i de corrupció en els reclutament militars. Va ser readmès al cap de deu anys, l'any 70.